# Orientierungshypothese
Eine Orientierungshypothese formuliert in der Methodologie einen unspezifizierten Hinweis, wie eine präzise bestimmte Theorie konstruiert werden kann. Robert K. Merton spricht von „generellen Orientierungen“, die auf Typen von Variablen verweisen, die hiermit für das empirisch aufgeworfene Problem „irgendwie“ als relevant bezeichnet werden. Immanuel Kant spricht von "sich im Denken orientieren", wenn sich die Vernunft bei unzulänglichen objektiven Prinzipien im Fürwahrhalten sich nach subjektiven Prinzipien bestimmt.
Orientierungshypothesen an und für sich stellen also strikt genommen selbst keine Theorien dar, sondern umreißen lediglich Möglichkeiten und Kriterien, wie und wonach solche gebildet werden könnten. Karl-Dieter Opp hält dabei eine Orientierungshypothese für ein metasprachliches Gebilde. Sie sind methodologisch nicht dasselbe wie etwa ein vager Definitionsvorschlag. In vielen theoretischen Entwürfen ist jedoch nicht deutlich zu erkennen, was eine Orientierungshypothese sein soll, und was nicht. Dies macht eine nachträgliche "Rekonstruktion" des betreffenden Theorieentwurfs erforderlich.
Eine Orientierungshypothese bezieht sich zwar mittelbar auf reale Sachverhalte, ist aber keine direkt empirisch prüfbare Aussage und weist demnach keinen spezifischen empirischen Gehalt auf. Ob eine bestimmte Orientierungshypothese fruchtbar ist, lässt sich daher nur über ihre Problemlösungskapazität im Vergleich mit den ihr entgegengesetzten Alternativen bestimmen.